# Qanot Sharq
Qanot Sharq Airlines — узбекистанская авиакомпания. Базируется в международном аэропорту Ташкента. 
С 1998 года специализировалась на грузовых и чартерных пассажирских перевозках. В 2021 году авиакомпания возобновила деятельность.

## История
Qanot Sharq — узбекистанская частная авиакомпания, базирующаяся в Международном аэропорту Ташкента. Основана в 1998 году1, став одним из пионеров частной авиации в республике. На раннем этапе своего развития, с 2003 по 2012 год, компания осуществляла грузовые авиаперевозки, эксплуатируя тяжелые транспортные самолёты Ил-76, ранее принадлежавшие Uzbekistan Airways. После передачи этих воздушных судов в ведение Министерства обороны Республики Узбекистан, авиакомпания временно приостановила свою деятельность и добровольно сдала сертификат эксплуатанта12.
В 2018 году, на фоне масштабных реформ в сфере гражданской авиации, Qanot Sharq была реорганизована и возобновила деятельность в качестве первой частной пассажирской авиакомпании Узбекистана, получив новый импульс к развитию в условиях либерализации отрасли.
В феврале 2021 года компания представила амбициозную программу международной экспансии, среди приоритетных направлений были обозначены крупнейшие города Европы и Азии. В качестве базового аэропорта рассматривался Международный аэропорт Самарканда, однако впоследствии было принято решение о закреплении за аэропортом Ташкента3.
В апреле 2021 года Qanot Sharq получила свой первый самолет — Airbus A320, а в июле того же года — официальный сертификат эксплуатанта4. В сентябре был выполнен первый коммерческий рейс по маршруту Ташкент — Шарджа, Объединённые Арабские Эмираты5. В октябре авиакомпания расширила маршрутную сеть, начав полёты в московский аэропорт Внуково6 и в Сочи7.
В октябре 2022 года авиапарк был пополнен новым среднемагистральным лайнером Airbus A321neo (253NX), рассчитанным на повышенную топливную эффективность7. Второй самолет данной модели поступил в декабре того же года. В октябре 2023 года в парк были введены дальнемагистральные широкофюзеляжные лайнеры Airbus A330-2008, что позволило начать подготовку к полётам на межконтинентальные направления.
На октябрь 2025 года Qanot Sharq анонсирует пополнение флота ультрадальнемагистральным Airbus A321XLR (253NY), став пятым эксплуатантом данной модели в мире и первым — в Центральной Азии. Ожидается, что новые самолёты позволят компании осуществлять беспосадочные рейсы продолжительностью до 9–10 часов, включая направления в Юго-Восточную Азию и Европу.

## География полетов
Авиакомпания базируется в аэропорту Ташкента. Осенью 2021 года была запущены первые рейсы.  
На 2025 год авиакомпания рейсы во множество городов мира.

### 🌍 Направления авиакомпании Qanot Sharq

#### 📍 Европа
| Город     | Аэропорт                                    |
| --------- | ------------------------------------------- |
| Прага     | Международный аэропорт имени Вацлава Гавела |
| Будапешт  | Аэропорт имени Ференца Листа                |
| Милан     | Аэропорт Мальпенса                          |
| Париж     | Аэропорт имени Шарля де Голля               |
| Франкфурт | Аэропорт Франкфурт-на-Майне                 |
| Лондон    | Аэропорт Лондон-Хитроу                      |

#### 📍 Китай
| Город    | Аэропорт                            |
| -------- | ----------------------------------- |
| Шанхай   | Международный аэропорт Пудун        |
| Пекин    | Международный аэропорт Шоуду        |
| Гуанчжоу | Международный аэропорт Байюнь       |
| Санья    | Международный аэропорт Санья-Феникс |

#### 📍 Азия
| Город         | Аэропорт                            |
| ------------- | ----------------------------------- |
| Сеул          | Международный аэропорт Инчхон       |
| Пусан         | Аэропорт Кимхэ                      |
| Дананг        | Международный аэропорт Дананг       |
| Фукуок        | Международный аэропорт Фукуок       |
| Нячанг        | Международный аэропорт Камрань      |
| Пхукет        | Международный аэропорт Пхукет       |
| Бангкок       | Аэропорт Суварнабхуми               |
| Тель-Авив     | Аэропорт имени Бен-Гуриона          |
| Стамбул       | Новый аэропорт Стамбула             |
| Шарм-эль-Шейх | Международный аэропорт Шарм-эш-Шейх |
| Дубай         | Международный аэропорт Дубай        |

#### 📍 Россия
| Город               | Аэропорт                      |
| ------------------- | ----------------------------- |
| Москва (Домодедово) | Аэропорт Домодедово           |
| Санкт-Петербург     | Аэропорт Пулково              |
| Сочи                | Аэропорт Сочи                 |
| Казань              | Международный аэропорт Казань |
| Новосибирск         | Аэропорт Толмачёво            |

## Флот

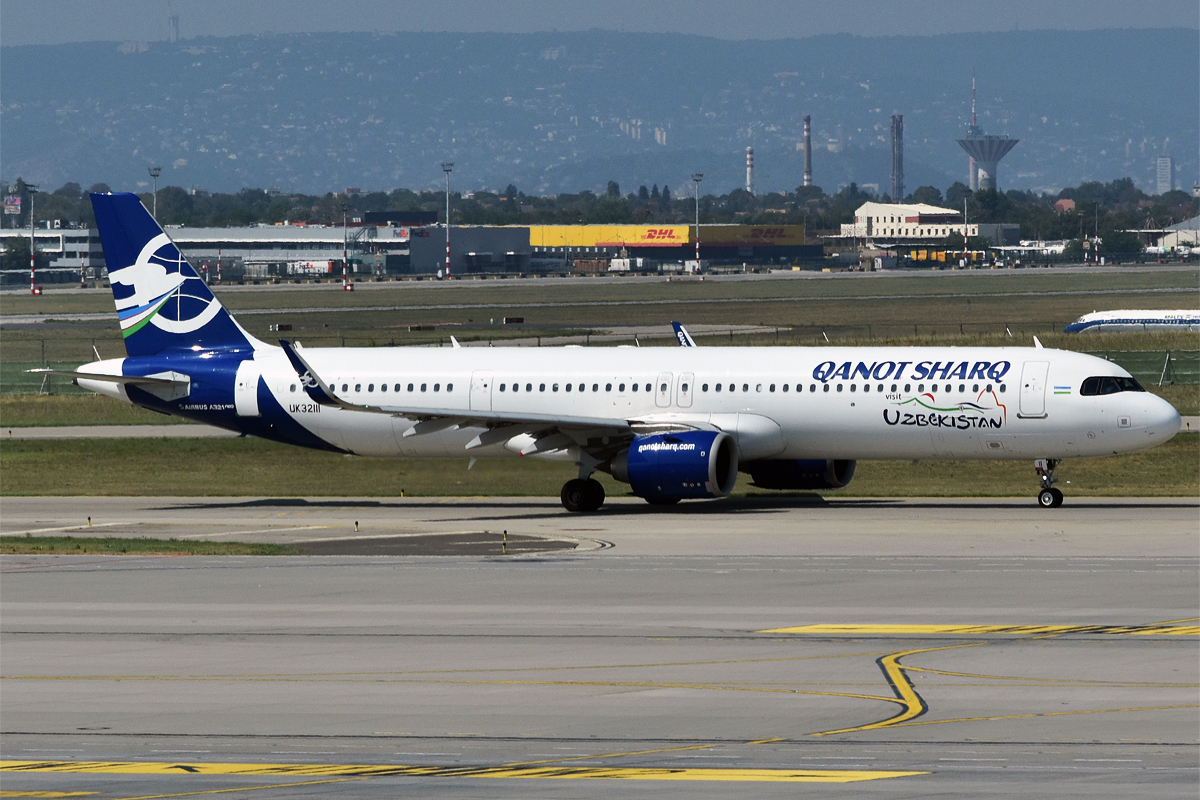
Airbus A321neo авиакомпании Qanot Sharq

На февраль 2025 года, авиакомпания располагала следующим флотом:
| Тип судна         | Кол-во | Заказы | Вместимость пассажиров | Вместимость пассажиров | Вместимость пассажиров | Вместимость пассажиров | Примечания                |
| Тип судна         | Кол-во | Заказы | F                      | C                      | Y                      | Итого                  |                           |
| ----------------- | ------ | ------ | ---------------------- | ---------------------- | ---------------------- | ---------------------- | ------------------------- |
| Airbus A320-214   | 2      | 2      |                        |                        | 174                    | 174                    | UK32030, UK32031          |
| Airbus A321-253NX | 2      | 6      |                        | 12                     | 190                    | 202                    | UK32110, UK32111, UK32112 |
| Airbus A330-200   | 3      |        |                        | 18                     | 247                    | 265                    | UK33020, UK33021          |
| Всего             | 7      | 8      |                        |                        |                        |                        |                           |